# Мајстори секса
Мајстори секса (енгл. Masters of Sex) америчка је телевизијска серија коју је створила Мишел Ашфорд за Showtime. Темељи се на истоименој књизи Томаса Мајера. Смештена током 1950-их и 1960-их, говори о Мастерсу и Џонсоновој (Вилијам Х. Мастерс и Вирџинија Е. Џонсон), које тумаче Мајкл Шин и Лизи Каплан. Добила је позитивне рецензије критичара и била номинована за Златни глобус за најбољу ТВ серију (драма).

## Радња
Серија прати истраживање и однос између Вилијама Мастерса (Мајкл Шин) и Вирџиније Џонсон (Лизи Каплан), двa пионирскa истраживачa људске сексуалности на Универзитету Вашингтон у Сент Луису.

## Улоге
| Глумац            | Улога            |
| ----------------- | ---------------- |
| Мајкл Шин         | Вилијам Мастерс  |
| Лизи Каплан       | Вирџинија Џонсон |
| Кејтлин Фицџералд | Либи Мастерс     |
| Теди Сирс         | Остин Лангхам    |
| Николас Д’Агосто  | Итан Хас         |
| Анали Ашфорд      | Бети Димело      |

## Епизоде
| Сезона | Сезона | Епизоде | Епизоде | Оригинално емитовање | Оригинално емитовање |
| Сезона | Сезона | Епизоде | Епизоде | Премијера            | Финале               |
| ------ | ------ | ------- | ------- | -------------------- | -------------------- |
|        | 1.     | 12      | 12      | 29. септембар 2013.  | 15. децембар 2013.   |
|        | 2.     | 12      | 12      | 13. јул 2014.        | 28. септембар 2014.  |
|        | 3.     | 12      | 12      | 12. јул 2015.        | 27. септембар 2015.  |
|        | 4.     | 10      | 10      | 11. септембар 2016.  | 13. новембар 2016.   |